# Абија
Абија је једна од савезних држава Нигерије. Налази се на југу земље у појасу Делте Нигера, а главни град државе је Умуахија. 
Држава Абија је формирана 1991. године. Заузима површину од 6.320 km² и има 2.833.999 становника (подаци из 2006). 